# 人工物発達学
人工物発達学（じんこうぶつはったつがく）は、特定の目標達成を支援する目的で開発された人工物のデザインがなぜ多様であるのか、またその多様性には歴史的・環境的・社会的・文化的な必然性があるのかどうか、またそこには認知工学的・人間工学的な合理性があるのかどうかを明らかにする研究領域である。

## 人工物発達学の定義
人工物発達学は、特定の目標達成を支援する目的で開発された人工物のデザインがなぜ多様であるのか、またその多様性には歴史的・環境的・社会的・文化的な必然性があるのかどうか、またそこには認知工学的・人間工学的な合理性があるのかどうかを明らかにする研究領域である。つまり、同一の目標達成を支援するために多様なデザインがあった時、それらが歴史的・環境的・社会的・文化的にみて、それなりに必然として成立したデザインといえるかどうかを分析評価する。その上で、ユーザビリティの観点、つまり認知工学や人間工学の観点からみても最適となっているかどうかを分析評価する。
人工物には、たとえば歴史的必然性はあっても、認知工学や人間工学から見たときに合理性や必然性がないものもある。人工物発達学は単純に歴史や文化を否定するものではないが、合理性がないデザイン、あるいは低いデザインについては、少なくともそうした認識は必要であり、またユーザが合理性や必然性を追求する場合には、利用するデザインの切り替えが発生しても然るべきだと提唱者黒須正明は考えた。